# Gislaveds SK
Le Gislaveds SK est un club de hockey sur glace de Gislaved en Suède. Il évolue en Division 1, le troisième échelon suédois.

## Historique
Le club est créé en 1952.

## Palmarès
- Aucun titre.